# 約書亞·威治伍德
約書亞·威治伍德（1730年7月12日—1795年1月3日）出生於伯斯勒姆（Burslem）的特倫特河畔斯托克（Stoke-on-Trent，著名的陶瓷鎮），是一位英國陶藝家。主要貢獻是建立了工業化的陶瓷生產方式，以及創立威治伍德陶瓷工廠。他是達爾文-威治伍德家族的一員，查爾斯·達爾文是他的外孫。

## 生平

### 早年
約書亞·威治伍德在家中排行12，是最小的孩子。他的父親是湯瑪斯·威治伍德三世（Thomas Wedgwood III），母親是瑪麗·威治伍德（Mary Wedgwood）。約書亞出身於一個不遵奉英國國教的家族。從天花的感染中倖存下來之後，他跟隨他最年長的哥哥湯瑪斯·威治伍德四世，成為一位陶器學徒。由於天花使他的膝蓋留下永久性的傷害，無法用腳控制製作陶器的陶輪（potter's wheel，又稱拉胚機）。因此從早期就開此專注於設計陶器，而不是製作。
20歲時，他開始在當時最有名的陶器製造者湯瑪斯·威爾登（Thomas Whieldon）門下工作。在那裡他學得各種陶藝技術，並得到許多經驗。這時正是附近工業城曼徹斯特快速發展的時代，受到工業發展的啟示，威治伍德在家鄉租下了一間工廠，並開始運作。
接下來的10年中，他從一位工匠轉變成為第一座陶器工廠的創立者。而他的資本，主要來自較為富有的妻子，同時也是他的遠親莎莉·威治伍德（Sally Wedgwood）。

### 婚姻與子女
約書亞·威治伍德與沙拉·威治伍德結婚之後，他們共生了7個孩子：
- 蘇珊娜·威治伍德（Susannah Wedgwood），後來嫁給羅伯特·達爾文，博物學家查爾斯·達爾文系其兒子。
- 約翰·威治伍德（John Wedgwood）。

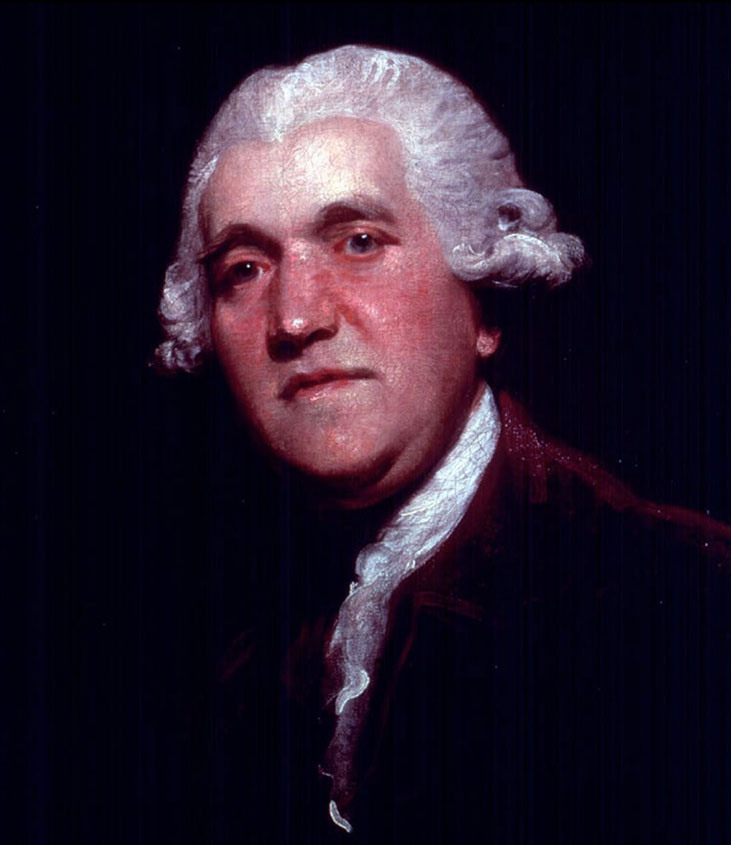
約書亞·威治伍德

- 約書亞·威治伍德二世（Josiah Wedgwood II）。
- 湯瑪斯·威治伍德（Thomas Wedgwood），沒有後代。
- 莎拉·威治伍德（Sarah Wedgwood），沒有後代。
- 瑪麗·安妮·威治伍德（Mary Anne Wedgwood），沒有後代。

### 事業與影響

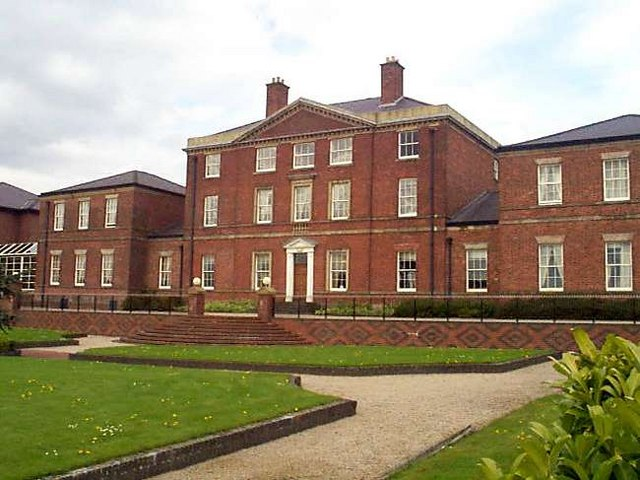
Etruria Hall，家族所在。

威治伍德對他的產品品質有相當高的要求，巡察工廠時若看見不合標準的陶瓷，他就會用隨身的手杖將其敲碎。他也專注於一些科學發展，並將其應用於生產作業與品質的改善上。
1763年，威治伍德獲得了一些來自英國高階貴族的訂單，其中包括夏綠蒂王后（喬治三世王妃）。威治伍德說服王后，讓他將皇后所購買的一系列產品命名為「王后的陶瓷」（Queen's Ware），並且在各方面的宣傳中強調與王室的關係。1774年，俄羅斯的凱薩琳女皇訂購了一批「青蛙餐具」（Green Frog Service ），這些器皿現在存放於埃爾米塔日博物館。
在事業快速發展的期間，他結識了伊拉斯謨斯·達爾文，兩人成為朋友。到了1780年，威治伍德的長期合夥人湯瑪斯·班特萊（Thomas Bentley）過世，威治伍德開始請求達爾文的幫助，此後兩個家族的關係更加緊密。威治伍德的大女兒後來嫁給了達爾文的兒子，之後兩個家族之家又經歷多次通婚。
1783年，威治伍德成為皇家學會會員，此外，他也是伯明罕月光社會員。晚年威治伍德將事業交給了兒子，1795年逝世於家中。威治伍德之後的五代公司管理者皆是家族成員，而威治伍德公司（官方中文名稱是「瑋致活」）至今仍然是一個陶瓷名牌。

## 外部連結
- Wedgwood collection at the Lady Lever Art Gallery
- Revolutionary Players website
- Wedgwood Museum （页面存档备份，存于）